# Gare de Château-Thierry
La gare de Château-Thierry est une gare ferroviaire française de la ligne de Noisy-le-Sec à Strasbourg-Ville, située sur le territoire de la commune de Château-Thierry, sous-préfecture du département de l'Aisne, et celui de la commune d'Étampes-sur-Marne (Aisne également), en région Hauts-de-France.
Elle est mise en service en 1849 par la Compagnie du chemin de fer de Paris à Strasbourg. C'est désormais une gare de la Société nationale des chemins de fer français (SNCF), desservie par des trains du réseau Transilien Paris-Est (ligne P) et des TER Grand Est.

## Situation ferroviaire
Ancienne gare de bifurcation, elle est située au point kilométrique 94,488 de la ligne de Noisy-le-Sec à Strasbourg-Ville. Elle était également l'origine de la ligne de Château-Thierry à Oulchy - Breny aujourd'hui déclassée. Son altitude est de 63 mètres.

## Histoire
- 11 juin 1842 : loi relative à l'établissement des grandes lignes de chemin de fer. Son article 1er prévoit la création d'« un système de chemin de fer se dirigeant de Paris (.../...) sur la frontière d'Allemagne, par Nancy et Strasbourg ».
- 25 novembre 1845 : l'exploitation de la ligne Paris-Strasbourg est attribuée par voie d'adjudication à la Compagnie du chemin de fer de Paris à Strasbourg.
- 1845 : adoption du tracé définitif de la voie ferrée entre Meaux et Épernay.
- 1845-1849 : construction de la voie ferrée (dans un premier temps à voie unique).
- 2 septembre 1849 : inauguration de la gare. La Compagnie des chemins de fer de l'Est propose quatre trains quotidiens dans le sens Paris-province et trois trains quotidiens dans le sens province-Paris. Le trajet dure 3 heures.
- 1852 : la Compagnie du chemin de fer de Paris à Strasbourg devient Compagnie des chemins de fer de l'Est.

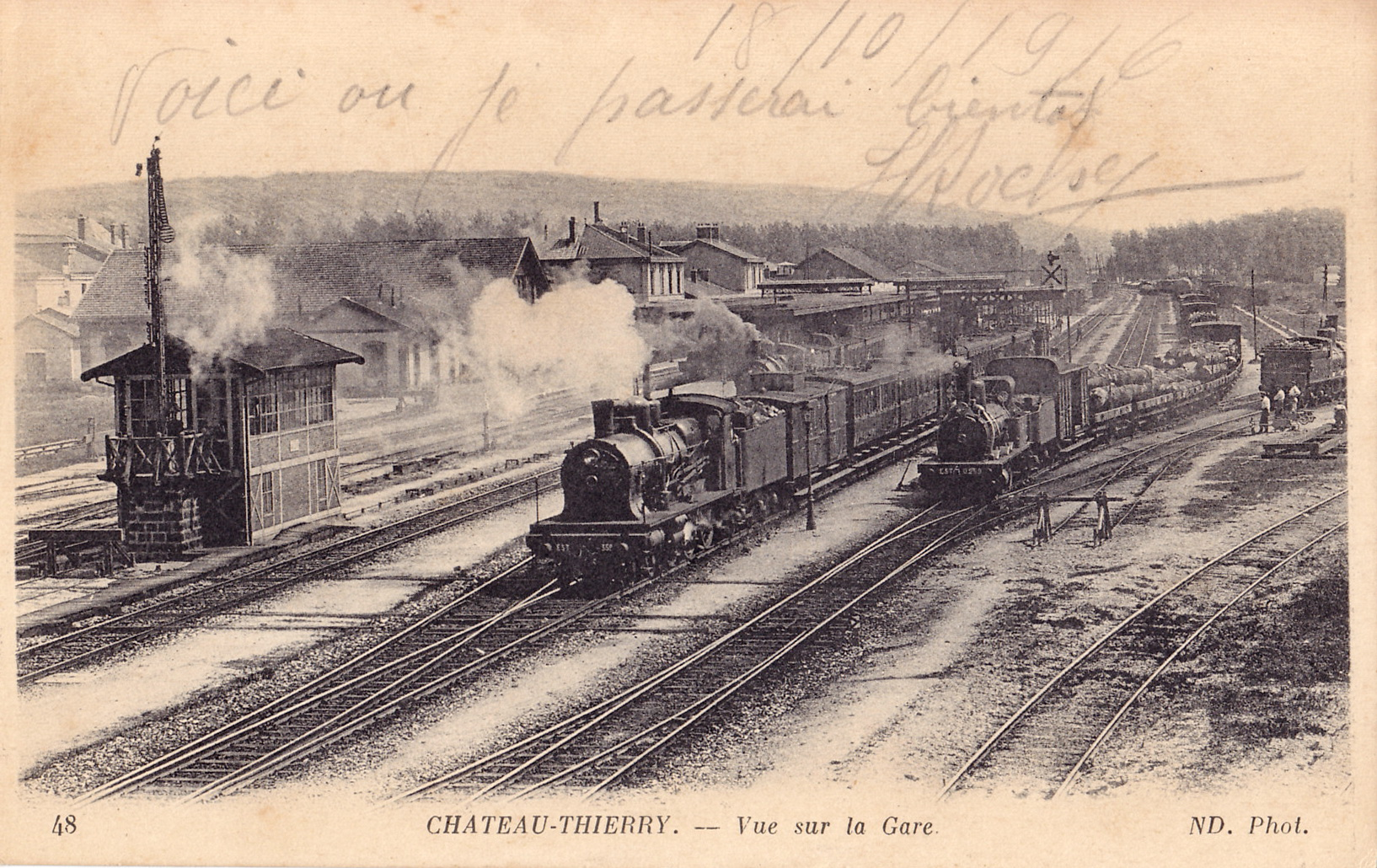
Intérieur de la gare, dans les années 1910.

- 1860 : construction du bâtiment principal de la gare, celui abritant les guichets. Il s'agit d'un bâtiment voyageurs de type 7 qui comporte deux ailes de sept travées. Son aspect n'a pas été modifié depuis[réf. souhaitée].
- 1863 : déplacement des limites communales d'Étampes-sur-Marne et de Château-Thierry. Le bâtiment et les quais sont désormais situés sur la commune de Château-Thierry, ce qui justifie le nom donné à la gare et permet aux services de police d'assurer la sécurité des lieux. Les autres installations restent rattachées à la commune d'Étampes-sur-Marne.
- 21 novembre 1885 : ouverture de la ligne de Château-Thierry à Oulchy - Breny, et ouverture d'une seconde gare sur le territoire de la commune de Château-Thierry, située en marge du quartier des Chesneaux.
- 1910 : ouverture d'une ligne de chemin de fer secondaire à voie métrique entre Château-Thierry et Mareuil-sur-Ourcq via Essômes-sur-Marne et Gandelu. L'exploitation de cette nouvelle ligne est confiée par le Département de l'Aisne à la Compagnie des chemins de fer du Sud de l'Aisne.
- 5 mai 1938 : fermeture au service des voyageurs de la ligne de Château-Thierry à Oulchy - Breny, dont les voies seront par la suite déposées.
- 1946 : fermeture définitive de la ligne de Château-Thierry à Mareuil-sur-Ourcq, dont les voies seront par la suite déposées.
- 27 septembre 1961 : électrification de la gare à l'occasion de la mise en service de la traction électrique sur la section de Chézy-sur-Marne à Chalons-en-Champagne.
- 9 juin 2007 : arrêt de la desserte de la gare par les « trains de grandes lignes », consécutive à la mise en service commercial du TGV Est.
- 10 juin 2007 : inauguration du service « TER Vallée de la Marne », remplaçant la desserte Grandes lignes supprimée la veille.

## Fréquentation
De 2015 à 2023, selon les estimations de la SNCF, la fréquentation annuelle de la gare s'élève aux nombres indiqués dans le tableau ci-dessous.
| Année                      | 2015      | 2016      | 2017      | 2018      | 2019      | 2020      | 2021      | 2022      | 2023      |
| -------------------------- | --------- | --------- | --------- | --------- | --------- | --------- | --------- | --------- | --------- |
| Voyageurs                  | 1 924 022 | 1 786 537 | 1 739 984 | 1 604 230 | 1 590 892 | 955 709   | 1 191 637 | 1 482 999 | 1 874 036 |
| Voyageurs et non voyageurs | 2 565 362 | 2 382 049 | 2 319 979 | 2 138 974 | 2 121 190 | 1 274 279 | 1 588 849 | 1 977 332 | 2 498 715 |

## Service des voyageurs

### Accueil
Gare SNCF, elle dispose d'un bâtiment voyageurs, avec guichet, ouvert tous les jours. Elle est notamment équipée d'automates pour l'achat de titres de transport. C'est une gare « Accès Plus », avec des aménagements, équipements et services pour les personnes à la mobilité réduite.

### Desserte
Château-Thierry est desservie par des trains Transilien Paris-Est de la ligne P, qui effectuent des missions entre Paris-Est et le terminus de Château-Thierry, ainsi que par des trains TER Grand Est, qui effectuent des missions entre Paris-Est et Châlons-en-Champagne, Saint-Dizier, Bar-le-Duc ou Strasbourg-Ville, mais aussi entre Château-Thierry et Reims.

### Intermodalité
Un parc à vélos et un parking sont aménagés à ses abords. Elle dispose d'une gare routière desservie par :
- les lignes urbaines 1A, 1B, 2, 4A, 4B, les navettes Fablio F1 et F2, les lignes rurales 11, 12, 13, 14, et les lignes de proximité A, B et C du réseau de bus Fablio ;
- et par les lignes 502, 503, 504, 505, 506, 507, 520, 539, 549, 550, 551, 553 et 554 du réseau interurbain de l'Aisne.

## Service des marchandises
La gare de Château-Thierry est ouverte au service du fret.